# 400 mètres haies masculin aux Jeux olympiques de 1908
Pour un article plus général, voir Athlétisme aux Jeux olympiques de 1908.
Navigation
Saint Louis 1904 Anvers 1920
L'épreuve du 400 mètres haies masculin aux Jeux olympiques de 1908 s'est déroulée les 20, 21 et 22 juillet 1908 au White City Stadium de Londres, au Royaume-Uni. Elle est remportée par l'Américain Charles Bacon.

## Résultats

### Finale
| Rang               | Athlète         | Pays            | Temps  | Notes |
| ------------------ | --------------- | --------------- | ------ | ----- |
| Médaille d'or      | Charles Bacon   | États-Unis      | 55 s 0 | WR    |
| Médaille d'argent  | Harry Hillman   | États-Unis      | 55 s 3 |       |
| Médaille de bronze | Leonard Tremeer | Grande-Bretagne | 57 s 0 |       |
| 4                  | Leslie Burton   | Grande-Bretagne | 58 s 0 |       |